# John Borlase Warren
John Borlase Warren (Stapleford, 2 de setembro de 1753 — Londres, 27 de fevereiro de 1822) foi um almirante, político e diplomata britânico.